# James J. O'Donnell
James Joseph O'Donnell (...) è un docente statunitense, rettore della Georgetown University dal 2002 e presidente dell'American Philological Association nel 2003.
Ha studiato all'Università di Princeton e Yale.
È stato docente di Classical Studies alla University of Pennsylvania dal 1981 al 2002, dove ha occupato la cattedra di Information Systems and Computing, pur essendo uno studioso di materie classiche. È autore di diversi testi di formazione scolastica di storia e filosofia ma numerose sono le pubblicazioni ed i libri redatti, con particolare interesse verso Agostino d'Ippona e Cassiodoro.
Di particolare rilievo è il libro Augustine - A new biography, sulla storia di Sant'Agostino.